# Sumitomo Electric Industries
Sumitomo Electric Industries (住友電気工業, Sumitomo Denki Kōgyō) est une entreprise japonaise de production de câble, de fibre optique, de équipement automobile, d'électronique, d'appareils électriques. Elle fait partie de l'indice TOPIX 100.
Elle fait partie du groupe Sumitomo.
Elle a pour filiale Sumitomo Rubber Industries.